# Oréixniki
Oréixniki (en rus: Орешники) és un poble del krai de Krasnoiarsk, a Rússia, que en el cens del 2010 tenia 70 habitants. Pertany al districte de Zaoziorni.